# Bekovsky (huyện)
Huyện Bekovsky (tiếng Nga: Бековский райо́н) là một huyện hành chính tự quản (raion), của Tỉnh Penza, Nga. Huyện có diện tích 1004 km². Trung tâm của huyện đóng ở Bekovo.